# Goed en kwaad
Goed en kwaad is een tegenstelling of spanning die in vele religies, filosofieën, mythen en andere verhalen wordt aangetroffen. In de wetenschap worden de begrippen goed en kwaad in verschillende disciplines en vanuit verschillende invalshoeken bekeken: de ethiek (een tak van de filosofie) bestudeert het verband en het onderscheid tussen goed en kwaad, de psychologie onderzoekt het gedrag en de redenen van mensen die voor het goede of het kwade kiezen, binnen de medische wetenschap wordt onder andere naar biologische verbanden met deze begrippen gezocht en de theologie richt zich op mogelijke manieren van ermee omgaan. Er bestaan verschillende filosofieën om het onderscheid tussen goed en kwaad te kunnen maken, zoals het utilitarisme en consequentialisme.

## Goed
In de filosofie staat het goede voor al datgene wat met instemming wordt begroet, dus positief geëvalueerd. Een moeilijkheid is dat hierbij de taal een rol speelt die de vraag naar wat goed is, al snel versluiert. Zo kan worden gezegd dat het goede datgene is wat wordt goedgekeurd, maar daarmee ontstaat geen verklaring; het begrip goed wordt dan immers met goed omschreven, wat niets verduidelijkt.
In de oudheid en tot in de middeleeuwen namen vele filosofen het standpunt in dat het goede gelijk moest worden gesteld aan alles wat werkelijk bestond. Modernere opvattingen zijn dat het goede slechts onderdeel uitmaakt van de werkelijkheid, of dat het datgene is wat het belang van de mens dient, of datgene waarbij de mens zich wel bevindt (zich goed voelt, in alweer een talige tautologie). Het goede kan daarbij in middelen gelegen zijn of in doelen; het kan om zichzelfs wil goed zijn, of ten voordele van iets anders. Daarnaast kan het goede onderscheiden worden als subjectief (goed voor sommigen) of objectief (in het algemeen).

## Kwaad
Het kwade is in de filosofie alles wat negatief wordt geëvalueerd. Er valt te onderscheiden naar het morele kwaad dat door mensen wordt aangericht, zoals oorlog of verraad, en het natuurlijke kwaad dat de menselijke macht te boven gaat, zoals natuurrampen en de dood.

## Tegenstelling en omvatting
Binnen sommige (filosofische) stromingen, bijvoorbeeld bij Arthur Schopenhauer, wordt gesteld dat het absolute goede en kwade niet kunnen worden vastgesteld, omdat het subjectief zou zijn; het wordt steeds beïnvloed door het beoogde doel en de achterliggende overtuigingen. Net als alle andere duale termen, is het denken in goed en kwaad dan een onderdeel van het causale denken.
In veel religies en ideologieën zijn er benaderingen te vinden waarbij het kwade in het goede wordt ingelijfd, bijvoorbeeld in termen van acceptatie, genade, vergeving en begrip. Het goede is dan groter dan het kwade, en omvat het. 
In meer alledaagse opvattingen is er echter een tegenstelling tussen goed en kwaad, en die tegenstelling ontlaadt zich veelal als strijd. Op dit principe zijn verhalende "teksten" (in de ruimste zin; ook films, spellen en sprookjes zijn voorbeelden) gebaseerd. Een verhaal komt tot leven bij de gratie van dramatiek, en het spanningsveld tussen goed en kwaad verleent die dramatiek aan het verhaal, vaak overigens in sterk verhulde vorm, en in grijstinten eerder dan in zwart-wittegenstellingen. De held van het verhaal ontmoet hindernissen op zijn weg, of dat nu draken zijn of misverstanden (het kwaad), en behaalt succes, hetzij door overwinning in de strijd, hetzij door opheldering van het onbegrip (door, in de beleving van de lezer, het goede). Het conflict kan ook anders opgelost worden; niet altijd is het het goede dat overwint. Waar een overwinning niet mogelijk is, en waar ook het onderscheid tussen goed en kwaad moeilijk te maken is, spreken we van een tragedie.

## Psychologie
Binnen de psychologie wordt veel onderzoek gedaan naar het gedrag en de redenen van mensen die voor het goede of het kwade kiezen. Twee zeer spraakmakende onderzoeken vonden plaats in de jaren zestig en zeventig: het Milgram experiment en het Stanford prison experiment. Uit beide onderzoeken kwamen onverwacht heftige resultaten naar voren. Het bleek, dat een meerderheid van de (willekeurig gekozen) deelnemers in de onderzoeken onder bepaalde omstandigheden tot gruwelijke daden in staat is.

## Religieus

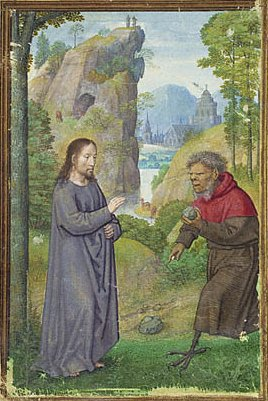
Jezus (links) en de duivel

Het kwaad heeft in religies aanleiding gegeven tot vragen over het wezen van hun god. In sommige religies wordt namelijk aangenomen dat god goed is. Als hij goed is, hoe kan er dan kwaad bestaan? Kan er dan wel een god bestaan? Op deze vraag zijn vele antwoorden gegeven (zie theodicee). Een van de antwoorden luidt dat er bij de mens een cognitief gebrek is: deze kan niet voldoende onderscheiden om te bepalen wat "kwaad" is. Een ander antwoord is gezocht in de vrije wil van de mens, die zonder de mogelijkheid van het kwaad dan niet zou bestaan.
Opvattingen over wat goed is en wat kwaad, lopen uiteen. Deels is dit een kwestie van religieuze opvattingen. Wanneer de ene religie de andere verdringt, kan het oude begrippenkader, dat eerst als goed werd gezien, voortaan juist als kwaad worden beschouwd. Als het religies betreft die een god of goden vereren, kan de aanvankelijke godsvorm in de nieuwe religie als belichaming van het kwaad worden gezien. Zo worden de oude religie en de voormalige god gedemoniseerd.
Daarentegen is ook overname van aspecten mogelijk. Die benadering vindt men bijvoorbeeld in het manicheïsme; daar bestaat wel het kwaad, het rijk van de Duisternis, maar het beeld daarvan berust hier niet zozeer op demonisering van andere godsdiensten. Integendeel, deze overtuiging zet zich juist niet af tegen andere religies, maar neemt er elementen uit over.
Dualistische religies kennen zowel een goede als een slechte god. Bijvoorbeeld het Zoroastrisme met de dyade Ahura Mazda en Ahriman.
Een voorbeeld van een religieuze levenshouding waar er geen goed en kwaad bestaat (tenminste zoals dat begrepen wordt in het christendom) is het taoïsme en boeddhisme. Als monistische religie gaat het over de harmonie tussen de kenbare tegendelen van oorspronkelijke eenheid. Tegendelen zoals goed en kwaad of licht en donker of mannelijk en vrouwelijk worden gezien als tegendelen die elkaar wederzijds bepalen. De gemeenschappelijke eenheid is het "niets" met de aanduiding sunyata of de Boeddha-natuur. Een symbool hiervoor is het Yin en yang de tegendelen in de eenheidscirkel.
In de oppervlaktestructuur van het Hindoeïsme, kent men vele goden. Elke god staat symbool voor bepaalde krachten of machten of principes en is antropomorfisch. Men kent er goede en slechte eigenschappen aan toe. Bijvoorbeeld de scheppergod Brahma, de onderhoudergod Vishnu (met slinkse streken om de demonen op een dwaalspoor te brengen) en de vernietigergod Shiva: deze drie goden zijn een goddelijke drie-eenheid. Echter, in de meer filosofische stromingen van het hindoeïsme speelt het onpersoonlijke Brahman een belangrijke rol. In het Shaivisme staat de hoogste god Shiva ver boven de tegenstelling goed en kwaad. Het leidend principe is niet de tegenstelling goed-kwaad, maar oorzaak en gevolg. Shiva geeft aan zowel goden, mensen en demonen, zonder aanzien des persoons, en wel uitsluitend het resultaat van hun inspanning.